# Socialisme belge
 (mars 2021).
La mise en forme du texte ne suit pas les recommandations de Wikipédia : il faut le « wikifier ».
Les points d'amélioration suivants sont les cas les plus fréquents :
- Les titres sont pré-formatés par le logiciel. Ils ne sont ni en capitales, ni en gras.
- Le texte ne doit pas être écrit en capitales (les noms de famille non plus), ni en gras, ni en italique, ni en « petit »…
- Le gras n'est utilisé que pour surligner le titre de l'article dans l'introduction, une seule fois.
- L'italique est rarement utilisé : mots en langue étrangère, titres d'œuvres, noms de bateaux, etc.
- Les citations ne sont pas en italique mais en corps de texte normal. Elles sont entourées par des guillemets français : « et ».
- Les listes à puces sont à éviter, des paragraphes rédigés étant largement préférés. Les tableaux sont à réserver à la présentation de données structurées (résultats, etc.).
- Les appels de note de bas de page (petits chiffres en exposant, introduits par l'outil «  Source ») sont à placer entre la fin de phrase et le point final[comme ça].
- Les liens internes (vers d'autres articles de Wikipédia) sont à choisir avec parcimonie. Créez des liens vers des articles approfondissant le sujet. Les termes génériques sans rapport avec le sujet sont à éviter, ainsi que les répétitions de liens vers un même terme.
- Les liens externes sont à placer uniquement dans une section « Liens externes », à la fin de l'article. Ces liens sont à choisir avec parcimonie suivant les règles définies. Si un lien sert de source à l'article, son insertion dans le texte est à faire par les notes de bas de page.
- La présentation des références doit suivre les conventions bibliographiques. Il est recommandé d'utiliser les modèles {{Ouvrage}}, {{Chapitre}}, {{Article}}, {{Lien web}} et/ou {{Bibliographie}}. Le mode d'édition visuel peut mettre en forme automatiquement les références.
- Insérer une infobox (cadre d'informations à droite) n'est pas obligatoire pour parachever la mise en page.

Pour une aide détaillée, merci de consulter Aide:Wikification.
Si vous pensez que ces points ont été résolus, vous pouvez retirer ce bandeau et améliorer la mise en forme d'un autre article.
 (mars 2021).
- Si vous ne connaissez pas le sujet, laissez ce bandeau (vous pouvez alors contacter les auteurs).
- Si vous supprimez le contenu mis en cause (vous pouvez préalablement contacter les auteurs),

argumentez précisément cette suppression dans la page de discussion
(un manque de référence n'est pas un argument ; une recherche réelle de référence doit avoir été effectuée, être formellement documentée).
Le socialisme est un courant politique et idéologique important en Belgique.
Il est représenté sur la scène politique par différents partis, successivement : le POB, le PSB puis le Vooruit et le PS. Ces partis se sont formées et ont disparu à la suite d'événements majeurs comme le début de la Seconde Guerre mondiale et la crise linguistique des années 70.

## Histoire

### 1885-1940: Parti ouvrier belge (POB)
Le parti voit le jour en avril 1885. Sa naissance est le résultat d'un lent processus de regroupement de plus d'une centaine d'associations ouvrières et démocratiques. La plupart d'entre elles, telle le premier Parti socialiste belge(créé en 1879), sont de création récente, mais certaines se présentent toutefois comme les héritières de groupes plus anciens. Le congrès inaugural eut lieu à Bruxelles, au café Le Cygne. Il prit alors, sur une idée de César De Paepe, le nom de Parti ouvrier belge  (POB) ou Belgische Werkliedenpartijen néerlandais (BWP).
Avant 1885, le mouvement ouvrier connaît, en Belgique, plusieurs phases déterminantes :
- dans les années 1840, le travail de précurseurs accompli par de nombreux intellectuels et beaucoup d'artisans avec l'aide d'exilés étrangers tels Karl Marx;
- en 1848, l'effervescence révolutionnaire à l'exemple de la France mais sans lendemain en Belgique ;
- à la fin des années 1850, la création des premiers grands syndicats ouvriers ;
- et surtout, dix ans plus tard, celle de l'Association internationale des travailleurs (AIT).

Issu en 1885 de la volonté d'organiser toute la classe ouvrière par l'union de ses défenseurs et pour la conquête de réformes progressives, le POB se construit idéologiquement comme une synthèse des divers courants de pensée socialiste. Cette synthèse sera incarnée par un de ses fondateurs, César De Paepe, puis par le futur président du parti, Émile Vandervelde, principal auteur de la Charte de Quaregnon qui sera longtemps le seul texte doctrinal officiel du socialisme belge. Sur cette base, le parti ouvrier agit dans plusieurs directions. D'une part, il conduit le difficile combat pour l'égalité politique, en recourant à plusieurs reprises, entre 1890 et 1913, à l'arme de la grève générale. Ainsi en 1893, le POB déclenche une grève dans tout le pays, afin d'obtenir le suffrage universel. Des heurts avec la police lors de manifestations font plusieurs morts. Le vote censitaire est remplacé par le vote plural. D'autre part, il favorise l'émergence d'un réseau de mutuelles, de coopératives, de groupes culturels et sportifs et de syndicats afin d'améliorer immédiatement le sort de ses adhérents et de soutenir l'action politique, menée au sein du Parlement dès 1894. La même année, le congrès annuel du POB adopte à Quaregnon une charte (aujourd'hui connue comme la charte de Quaregnon), qui définit les valeurs du mouvement socialiste belge. Il se définit notamment comme le défenseur de tous les opprimés, quelles que soient leur nationalité, leur sexe, leur religion ou leur race. La même année, les premiers députés socialistes entrent au Parlement.
À la fin de juillet 1914, le parti reçoit à Bruxelles des représentants de plusieurs partis socialistes, au cours d'un grand meeting dans le but d'une action commune en vue d'empêcher la guerre d'éclater. Mais cet espoir échoue devant le vote des crédits de guerre par les socialistes français et allemands. Pendant la durée de la guerre, alors que l'armée belge combat sur le front de l'Yser, le gouvernement belge s'est exilé en France et le parti socialiste, dont Vandervelde qui s'est lui-même exilé, suspend son antimilitarisme. Cependant, en pleine guerre, en 1916, le socialiste belge Camille Huysmans participe, à Stockholm, à une rencontre officieuse entre socialistes des pays en guerre dans l'espoir de lancer un processus de paix. En vain, car les gouvernements sont aux mains des jusqu'au boutistes. Aussi, le parti entre-t-il, dès 1916, et pour la première fois dans le gouvernement belge en exil. Un seul but, dès lors, pour le gouvernement, le roi et l'armée, chasser l'ennemi qui exerce sa dictature en Belgique où il a décrété la scission du territoire entre Flandre et Wallonie.
Forts de leur attitude loyale durant la Première Guerre mondiale, les socialistes entrent de plein droit, dès novembre 1918, dans un gouvernement d'union nationale (avec les catholiques et les libéraux). Ce type de coalition se maintiendra jusqu'en 1921. En 1919, le suffrage universel (masculin) est instauré. Le POB obtient soixante-dix députés et quatre ministres. Cette période voit se réaliser un ensemble de réformes politiques, économiques et sociales revendiquées de longue date par les socialistes : liberté syndicale, journée de huit heures, pension de vieillesse, assurance chômage, loi contre l'alcoolisme, progressivité de l'impôt...
En mai 1921, Joseph Jacquemotte et ses partisans quittent le POB et fondent le Parti communiste belge qui fusionne quelques mois plus tard avec le Parti communiste, dirigé par War Van Overstraeten, pour former le Parti communiste de Belgique.
En 1925, le POB devient le premier groupe de la Chambre et revient au pouvoir, allié à l'aile démocrate-chrétienne du parti catholique. Cette coalition de gauche ne durera que quelques mois et après une brève tripartite, les socialistes retourneront dans l'opposition jusqu'en 1935.
Face à la crise et à la politique gouvernementale de droite, le POB passe à l'offensive, en 1933, en se mobilisant sur base du « Plan du Travail » élaboré par Henri de Man (instauration d'un régime d'économie mixte). Au congrès de Noël 1933, le Plan de travail est adopté par le parti, qui rompt ainsi avec plusieurs fondamentaux du marxisme (qui est favorable à des socialisations et non des nationalisations, et qui compte plus sur l’action directe des masses que sur l’État). Ce plan prévoit la nationalisation du crédit et de certaines industries afin de rétablir la croissance. Cette politique, qualifiée de « planisme », fait des émules en France puisque la CGT et, dans une moindre mesure, la SFIO adoptent des « plans » inspirés de l’initiative belge.
En 1935, le POB retourne au pouvoir dans une tripartite avec les libéraux et les catholiques. Il ne parvient pas à appliquer le Plan de travail, ce qui crée des tensions à l'intérieur du parti : l'internationalisme et le réformisme de la vieille génération (Émile Vandervelde) sont contestés par Paul-Henri Spaak ou Henri de Man, qui proposent un socialisme national qui viserait à restaurer l'autorité. La base comprend supporte mal l'attitude du Spaak en tant que ministre des Affaires étrangères. En effet, après avoir maintenu la représentation dipomatque belge auprès du gouvernement légal de l'Espagne, Spaak refuse d'intervenir dans la guerre d'Espagne, n'ayant pas de majorité pour cela au parlement et accepte finalement de reconnaître le gouvernement fasciste de Franco.
En 1936, tandis qu'un vaste mouvement de grève générale bat son plein, le gouvernement obtient du patronat la semaine de quarante heures dans certaines industries et les congés payés.
De 1936 à 1940, le parti participe à plusieurs gouvernements et soutient la politique de neutralité et de réarmement du roi Léopold III, qui est d'ailleurs soutenue par une large majorité parlementaire de la gauche à la droite.
Le 10 mai 1940, lorsque l'Allemagne nazie attaque la Belgique, le parti, unanimement anti fasciste, fait bloc avec les autres partis représentés au parlement belge. C'est le socialiste Paul-Henri Spaak, ministre des affaires étrangères, qui, en recevant l'ambassadeur d'Allemagne venu lui signifier la déclaration de guerre, lui lance une réplique peu diplomatique, "Moi d'abord, monsieur l'ambassadeur", pour ensuite lui lire la protestation belge.
Le 28 mai, à l'issue des combats de la campagne des 18 jours, alors que l'armée française et l'armée anglaise sont encerclées avec les Belges, le roi décide la reddition devant une situation qu'il juge désespérée, du fait, notamment, de la retraite précipitée des troupes anglaises vers Dunkerque, ce qui découvre le flanc droit de l'armée belge qui livre seule la bataille de la Lys. Le premier ministre Hubert Pierlot, du parti catholique et le ministre socialiste des affaires étrangères Paul-Henri Spaak refusent de rester en Belgique, ne voulant pas être faits prisonniers. Le roi, au contraire, décide de rester, estimant que par sa présence au pays il peut empêcher l'Allemagne d'y imposer la même politique que pendant la Première Guerre mondiale. À cette époque, l'Allemagne impériale avait imposé la scission de la Belgique entre Flandre et Wallonie en profitant de l'absence de tout pouvoir politique belge, le roi Albert, le gouvernement et l'armée étant absent puisqu'ils combattaient sur les rives de l'Yser pour y défendre le dernier morceau de territoire national échappant à l'occupation allemande. Croyant pouvoir empêcher la réédition de la situation de 1914-1918, le roi Léopold III crée un grave différend entre lui et les ministres, ceux-ci estimant que le roi ne pourra rien obtenir des nazis dont il pourrait même devenir le jouet.
Réfugiés en France, plusieurs ministres, dont les socialistes, gagnent l'Angleterre, ainsi que des parlementaires - dont le socialiste Camille Huysmans- décidés à continuer la guerre avec ce qui reste à la Belgique de forces capables de se reconstituer à l'étranger. Mais Pierlot et Spaak s'installent à Bordeaux, auprès du gouvernement français auquel le gouvernement belge avait voulu lier son sort comme en 14-18. Mais ce gouvernement, qui a dû quitter Paris pris par l'armée allemande, se saborde, au cours d'une séance du parlement français réfugié, pour céder la place à un gouvernement d'abandon présidé par le maréchal Philippe Pétain qui demande immédiatement un armistice à l'Allemagne. Pour les ministres belges, surtout pour Spaak, marqué pour les Allemands comme socialiste, c'est le début d'une période dangereuse. Le gouvernement d'Hitler fait savoir que, pour lui, le gouvernement belge n'existe plus et le préfet du Var signifie aux ministres qu'ils perdent la protection diplomatique de la France. Comprenant qu'ils pourraient, peut-être, être livrés aux Allemands, Pierlot et Spaak quittent leur refuge de Sauveterre-de-Guyenne et traversent l'Espagne cachés dans le double fond d'une camionnette pour parvenir au Portugal, échappant au gouvernement fasciste du général Francisco Franco allié d'Hitler et dont Paul-Henri Spaak avait tout à craindre comme socialiste.
Pendant toute la guerre, les socialistes siègent dans le gouvernement d'union nationale en exil à Londres, participant loyalement, comme en 1914-1918, à la politique de guerre de la Belgique. Ce gouvernement patronne le combat de 28 aviateurs belges dans la bataille d'Angleterre et ensuite la reconstitution de trois escadrilles et d'une force terrestre belge en Angleterre, ainsi que la campagne victorieuse des troupes du Congo belge en Abyssinie. Sur le plan purement politique, l'action militaire belge offre à Paul-Henri Spaak le moyen d'imposer la Belgique au sein des pays alliés. À ce titre, il décide, dès 1942, de reconnaître officiellement le comité des Français Libres du Général de Gaulle, ce qui sera chose faite en 1943 par la nomination d'un ambassadeur à Alger. Parallèlement, avec l'aide du corps diplomatique belge - resté fidèle dans sa très grande majorité au gouvernement en exil - Spaak patronne les accords par lesquels la Belgique fournit aux États-Unis du président Roosevelt des minerais du Congo, notamment l'uranium qui sera un facteur essentiel de la victoire finale. Cette politique économique vaudra à la Belgique un crédit financier auprès des américains, ce qui jouera un rôle certain dans le redressement économique belge d'après guerre.

### 1940-1978: Parti Socialiste Belge (PSB)
En 1940, le POB est dissous par Henri de Man - président depuis le décès de Vandervelde à la fin de 1938-  qui incite ses membres à se rallier à la politique de Léopold III. Cependant, le roi s'abstient de toute collaboration avec l'Allemagne alors que, par contre, de Man rejoint les rangs de la collaboration active. Beaucoup de militants ne le suivent pas et certains entrent même dans la Résistance. Du côté wallon il en est qui réfléchissent à l'après-guerre, dans la perspective d'une restructuration radicale du mouvement socialiste et de l'État belge sur une base fédérale. Cette idée ne sera pas retenue à la Libération. En revanche, les socialistes clandestins l'emportent en 1945 lorsque le mouvement opte pour l'autonomie de ses quatre grandes branches. Les organisations syndicales (FGTB), mutualiste et coopérative sont désormais indépendantes de l'organisation politique, devenue Parti socialiste belge (PSB).
En 1945, un nouveau parti, le PSB est fondé.
De 1945 à 1950, la Question royale et l'abdication du roi Léopold III à qui on reproche son comportement en 1940 provoquent une division de l'opinion publique qui révèle des sensibilités différentes entre le nord et le sud du pays, mais sous une forme encore diffuse. La Flandre révèle une légère majorité en faveur du roi, tandis que le sud se révèle opposé à celui-ci, mais avec une faible marge. Cela apparaît en 1950, à l'issue d'un référendum populaire qui donne 56,6 % de voix - majorité calculée sur l'ensemble du pays - en faveur du retour du roi (en exil en Suisse). Cette faible majorité n'est pas acceptée par tous et des mouvements violents éclatent parmi les adversaires du roi. Voulant éviter un drame social et politique, Léopold III abdique en faveur de son fils nommé prince royal jusqu'à sa majorité en 1951. Celui-ci prête alors serment devant le parlement et devient roi sous le nom de Baudouin Ier.
| Régions   | Oui    | Non    |
| --------- | ------ | ------ |
| Flandre   | 72,2%  | 27,8%  |
| Wallonie  | 42%    | 58%    |
| Bruxelles | 48%    | 52%    |
| Belgique  | 57,68% | 42,32% |

Sous la pression de la gauche, les années 1950 seront marquées par de grands conflits scolaires. Au parti catholique, seul au pouvoir de 1950 à 1954 et qui favorisait l'enseignement « libre », succèdent en 1954 le parti socialiste qui s'efforce, dans un gouvernement formé avec le parti libéral, de renverser la vapeur au profit des écoles officielles. Toutefois, il n'est guère question à l'époque de grands acquis sociaux. Les principales réformes économiques et sociales, dont l'instauration de la sécurité sociale, ont été obtenues sous les gouvernements à direction socialiste de l'immédiate après-guerre.
Le gouvernement socialiste libéral contribue à l'exposition universelle de Bruxelles Expo 58 qui marque un tournant dans l'histoire de Belgique. On y assiste, pendant six mois, à la victoire d'une certaine Belgique capitaliste et prospère qui doit beaucoup au réformisme pragmatique des socialistes. C'est aussi l'époque de la guerre froide. Les excès du stalinisme en URSS ont engendré un climat de menace mis à profit par les États-Unis et les pays d'Europe pour provoquer un réarmement militaire au sein de l'OTAN. De ce fait, le parti communiste belge subit le discrédit qui touche la doctrine marxiste, ce qui entraîne le ralliement de nombre de ses membres au parti socialiste.
Mais l'indépendance du Congo belge, accordée hâtivement en juin 1960, entraîne des troubles qui provoquent une brève intervention militaire belge en Afrique. Il en résulte une brève poussée de fièvre de l'extrême droite belge à travers d'éphémères mouvements liés à l'OAS française.
Cependant, ce sont les problèmes économiques et sociaux qui vont revenir à l'avant-scène quand les points d'ancrage de l'industrie wallonne entrent en crise. Parti et syndicat socialistes ont alors un même but, la réalisation de réformes de structures économiques. Les militants wallons y ajoutent le fédéralisme à l'occasion de la grève générale de l'hiver 1960 contre un projet de « loi unique » du gouvernement chrétien-libéral. Tout comme l'affaire royale, de 1945 à 1950, la « grande grève » est le révélateur de l'ampleur du problème communautaire et linguistique. Les efforts en vue de régler les tensions communautaires, entre 1961 et 1965, ne conduisent pas à l'apaisement. Dès lors, les socialistes wallons s'orientent encore plus vers la revendication fédéraliste à partir de 1967. D'autre part, en 1968, une partie des militants flamands bruxellois fait scission et crée les Rode Leeuwen(Lions rouges), un mouvement socialiste flamand qui présente des listes concurrentes de celles du PSB-BSP, préfigurant la scission définitive de 1978. Les socialistes contribuèrent aussi en 1970 à inscrire dans la Constitution une solution de type « communautaire et régionaliste ».

### 1978: PS et SP
Si la Flandre a effectivement obtenu en 1970 l'autonomie culturelle qu'elle souhaitait, la Wallonie n'a eu que la promesse de la régionalisation économique qu'elle réclamait. Tous les efforts des socialistes francophones tendront au cours de la décennie à la concrétisation de cette revendication, que la crise économique rend encore plus justifiée à partir de 1975. Dans ce contexte, les tensions et les divergences entre socialistes du nord et du sud du pays - comme précédemment dans les autres familles politiques - aboutissent en 1978 à la scission du parti en une aile francophone (le PS) et une aile flamande (le SP). C'est l'aboutissement d'une évolution alors en cours depuis quarante ans. André Cools devient le premier président des socialistes francophones, et Karel Van Miert celui des flamands. À partir de ce moment, les deux partis deviennent totalement indépendants les uns des autres, bien qu'ils participent aux gouvernements fédéraux (quasiment) tout le temps ensemble.

## Résultats électoraux

### Parlement fédéral

#### Chambre des représentants

##### Parti ouvrier belge

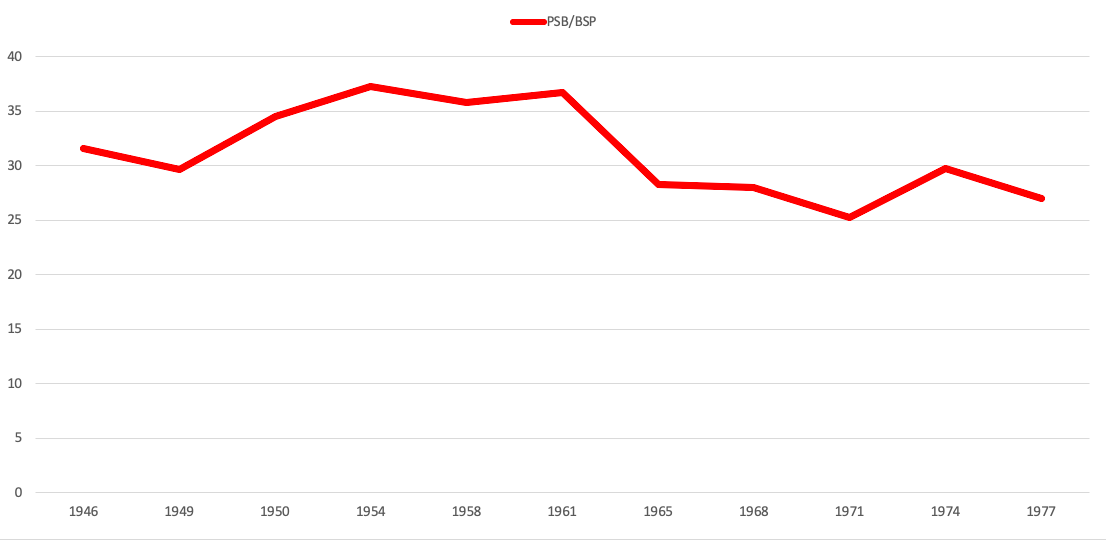
Evolution des résultats électoraux du Parti Socialiste Belge.

| Année | Voix    | %     | Sièges   | Gouvernement                                                       |
| ----- | ------- | ----- | -------- | ------------------------------------------------------------------ |
| 1890  | 98      | 0,3   | 0 / 138  | Extraparlementaire                                                 |
| 1892  | 167     | 0,2   | 0 / 152  | Extraparlementaire                                                 |
| 1894  | 301 940 | 18,36 | 27 / 152 | Opposition                                                         |
| 1896  | 150 260 | 15,16 | 27 / 152 | Opposition                                                         |
| 1898  | 213 511 | 21,78 | 15 / 152 | Opposition                                                         |
| 1900  | 461 295 | 22,49 | 32 / 152 | Opposition                                                         |
| 1902  | 159 370 | 14,97 | 32 / 162 | Opposition                                                         |
| 1904  | 297 847 | 26,64 | 29 / 166 | Opposition                                                         |
| 1906  | 72 224  | 6,16  | 25 / 164 | Opposition                                                         |
| 1908  | 271 870 | 27,64 | 25 / 164 | Opposition                                                         |
| 1910  | 85 326  | 6,69  | 25 / 168 | Opposition                                                         |
| 1912  | 243 338 | 9,52  | 18 / 186 | Opposition                                                         |
| 1914  | 404 701 | 30,32 | 32 / 186 | Opposition puis Broqueville II, Cooreman, Delacroix I              |
| 1919  | 645 124 | 36,62 | 70 / 186 | Delacroix II, Carton de Wiart                                      |
| 1921  | 672 478 | 34,81 | 68 / 186 | Opposition                                                         |
| 1925  | 821 116 | 39,48 | 79 / 187 | Opposition, puis Poullet, Jaspar I, puis opposition                |
| 1929  | 803 347 | 36,02 | 70 / 187 | Opposition                                                         |
| 1932  | 824 946 | 37,03 | 73 / 187 | Opposition puis Van Zeeland I                                      |
| 1936  | 758 485 | 32,11 | 70 / 202 | Van Zeeland II, Janson, Spaak I                                    |
| 1939  | 575 775 | 29,44 | 64 / 202 | Pierlot I, opposition, Pierlot III, IV, V et VI, Van Acker I et II |

##### Parti socialiste belge
| Année | Voix      | %     | Sièges   | Gouvernement                              |
| ----- | --------- | ----- | -------- | ----------------------------------------- |
| 1946  | 746 738   | 31,6  | 69 / 212 | Spaak II, Huysmans, Spaak III, Spaak IV   |
| 1949  | 1 496 539 | 29,7  | 66 / 212 | Opposition                                |
| 1950  | 1 705 781 | 34,5  | 77 / 212 | Opposition                                |
| 1954  | 1 927 015 | 37,3  | 86 / 212 | Van Acker IV                              |
| 1958  | 1 897 646 | 35,8  | 84 / 212 | Opposition                                |
| 1961  | 1 933 424 | 36,7  | 84 / 212 | Lefèvre                                   |
| 1965  | 1 465 503 | 28,3  | 64 / 212 | Harmel puis opposition                    |
| 1968  | 1 449 172 | 28    | 59 / 212 | Gaston Eyskens IV                         |
| 1971  | 1 335 730 | 25,28 | 57 / 212 | Gaston Eyskens V, Leburton I, Leburton II |
| 1974  | 1 566 317 | 29,79 | 59 / 212 | Opposition                                |
| 1977  | 1 507 014 | 27,02 | 62 / 212 | Tindemans IV, Vanden Boeynants II         |

##### PS et sp.a
|       | Parti socialiste (PS) | Parti socialiste (PS) | Parti socialiste (PS) | Vooruit | Vooruit | Vooruit  | Gouvernement                                                              |
| Année | Voix                  | %                     | Sièges                | Voix    | %       | Sièges   | Gouvernement                                                              |
| ----- | --------------------- | --------------------- | --------------------- | ------- | ------- | -------- | ------------------------------------------------------------------------- |
| 1978  | 689 876               | 12,46                 | 31 / 212              | 684 976 | 12,37   | 26 / 212 | Martens I, Martens II, Martens III, Martens IV, Eyskens                   |
| 1981  | 733 137               | 12,2                  | 35 / 212              | 744 593 | 12,36   | 26 / 212 | Opposition                                                                |
| 1985  | 834 488               | 13,8                  | 35 / 212              | 882 200 | 14,55   | 32 / 212 | Opposition                                                                |
| 1987  | 961 361               | 15,6                  | 40 / 212              | 915 432 | 14,90   | 32 / 212 | Martens VIII                                                              |
| 1991  | 831 199               | 13,5                  | 35 / 212              | 737 976 | 11,98   | 28 / 212 | Martens IX, Dehaene I                                                     |
| 1995  | 720 819               | 11,9                  | 21 / 150              | 762 444 | 12,56   | 20 / 150 | Dehaene II                                                                |
| 1999  | 631 653               | 10,16                 | 19 / 150              | 593 372 | 9,55    | 14 / 150 | Verhofstadt I                                                             |
| 2003  | 855 992               | 13,02                 | 25 / 150              | 979 750 | 14,91   | 17 / 150 | Verhofstadt II                                                            |
| 2007  | 724 787               | 10,86                 | 20 / 150              | 684 390 | 10,26   | 14 / 150 | PS : Verhofstadt III, Leterme I, Van Rompuy, Leterme II sp.a : Opposition |
| 2010  | 894 543               | 13,71                 | 26 / 150              | 602 867 | 9,24    | 13 / 150 | Di Rupo                                                                   |
| 2014  | 787 058               | 11,67                 | 23 / 150              | 595 466 | 8,83    | 13 / 150 | Opposition                                                                |
| 2019  | 641 623               | 9,46                  | 20 / 150              | 455 034 | 6,71    | 9 / 150  | Opposition (2019-2020), soutien (03-10/2020), De Croo (depuis 10/2020)    |

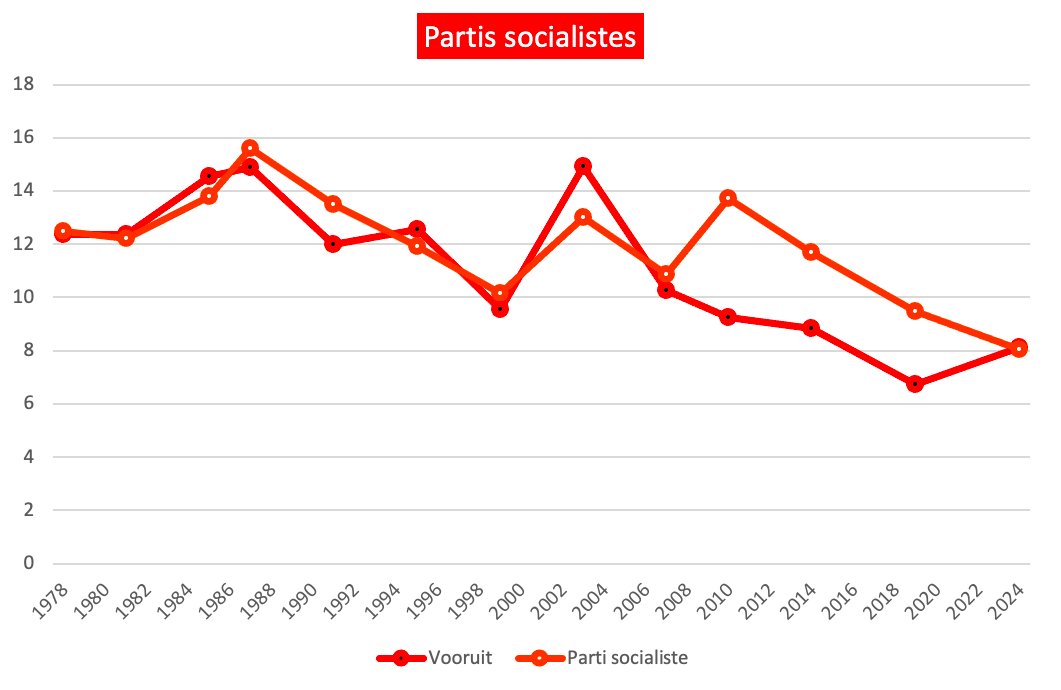
Evolution des résultats électoraux de Vooruit et du PS à la Chambre des Représentants.